# Svenska produktionsskolan (Sveps)
Svenska produktionsskolan (Sveps) är en ungdomsverkstad i Helsingfors. Sveps grundades 1996, och erbjuder arbetsträning åt 16-28 -åriga svenskspråkiga ungdomar från Helsingfors, Esbo, Vanda, Grankulla och Kyrkslätt. Sveps ingår i ULA-nätverket för svensk- och tvåspråkiga verkstäder i Finland.